# Презиме
Презиме је породично име и саставни дио личног имена. Презиме у правилу допуњава име човјека и на тај начин га разликује од других људи. Као такво презиме је настало у другој половини 14. вијека, то јесте 1375. године. Неколико рјечника дефинише и користи ријеч „презиме“ као синоним за „породично име“. Вуков Српски рјечник презиме означава као синоним за поријекло.
Презимена су у почетку настајала од занимања, географског положаја, особина, надимака итд, тако да данас има презимена разних облика.